# Total Immersion Racing
Total Immersion Racing (noto anche come TIR) è un gioco di guida per PlayStation 2, Xbox e PC prodotto dalla Empire Interactive nel 2002.

## Modalità di gioco
Il gioco consiste nel gareggiare in tre diverse classi automobilistiche: GT, GTS e PRO. Ci sono quattro diversi livelli di difficoltà: Esordiente, Professionista, Leggenda ed Estremo, che consente di fare dai 25 ai 99 giri contro i 25 dei livelli inferiori e presenta anche il consumo di carburante.

## Automobili
Sono presenti in totale in TIR quattordici diverse automobili (più tre auto bonus) e 12 tracciati tra cui 3 immaginari. Nel videogioco le auto non si danneggiano, e il cambio può essere manuale o automatico.
Le auto presenti sono:
GT
- ABT Audi TT-R Audi  (2 auto)
- Noble M12 GT0 Noble
- BMW M3 GTM BMW (2 auto)
- Quaife GT1  Quaife

GTS
- Sintura GTS  Sintura
- Panoz Esperante GTR1 Panoz
- Vemac 320R Vemac
- Lister Storm Lister Cars
- McLaren F1 GTR McLaren (2 auto)

PRO
- Panoz LMP 01 EVO  Panoz
- BMW V12 LMR  BMW
- Bentley EXP Speed 8 Bentley
- Audi R8 Sport  Audi (2 auto)
- Dome S101 Dome
- Pilbeam LMP  Pilbeam
- Lister Storm LMP  Lister
- Rockingham Car (auto bonus)

## Tracciati
Ci sono in totale 12 tracciati:
- Silverstone (Regno Unito)
- Silverstone international (Regno Unito)
- Rockingham (Regno Unito)
- Rockingham Oval (Regno Unito)
- Monza (Italia)
- Springfield (USA)
- Springfield Short (USA)
- Circuito di Sebring (USA)
- Hockenheim (vecchio tracciato) (Germania)
- Hockenheim Motodrom (Germania)
- Talheimring (Austria)
- Minato City (Giappone)

## Sfide
GT
- GT Cup
- Euro Cup
- Sprint Cup
- British v German

GTS
- GTS Cup
- Storm Cup
- Sebring Cup
- British Cup

PRO
- Prototype Cup
- High Speed
- Fast and Furious
- Traffic
- Audi v Bentley

Produttore
- Abt Audi TT-R
- Audi R8
- Noble
- Quaife
- BMW M3
- Sintura
- Panoz Esperante
- Panoz LMP
- Vemac
- Lister Storm
- McLaren F1
- BMW V12
- Dome
- Bentley

Endurance
- German GT
- Trans Atlantic
- Far Eastern